# Orgilus kurentzovi
Orgilus kurentzovi är en stekelart som beskrevs av Sergey A. Belokobylskij 1998. Orgilus kurentzovi ingår i släktet Orgilus och familjen bracksteklar. Inga underarter finns listade i Catalogue of Life.